# ماریون ورنو
ماریون ورنو (فرانسوی: Marion Vernoux‎؛ زادهٔ ۲۹ ژوئن ۱۹۶۶) کارگردان فیلم و فیلم‌نامه‌نویس اهل فرانسه است.
از فیلم‌ها یا برنامه‌های تلویزیونی که وی در آن نقش داشته‌است، می‌توان به مؤسسه زیبایی ونوس و خام اشاره کرد.